# 朱有熼
羅山悼恭王朱有熼（1409年—1429年），明朝周定王朱橚的庶第十二子。他在宣德二年（1427年）受封羅山王，在宣德四年（1429年）去世，諡號悼恭，其妻張氏自殺殉葬。由於他無子，因此明朝羅山國撤除。

## 壙志
羅山王夫妻墓位于开封县范村乡百亩岗村西岗村一干枯鱼塘底部。经过文物部门专家探测，整个墓葬由墓室、墓道、神道、甬道、墓围等组成，面积约为1.2万平方米。墓室由前室和后室组成，两室之间由拱门连接，形成完整的卷顶。这次发掘面积约150平方米，墓室坐南北方向，呈长方形，距离地表深1.5米，南北长12.8米、宽7.2米、深2.9米，墓室面积约92.16平方米。该墓因在历史上经过多次的盗掘和淹没，墓葬严重损毁，现在仅存一座早期墓葬局部，墓室早已塌毁。虽然没有在该墓发现随葬品，但出土大量的明代建筑构件、瓷器残片、陶器残片、铁器和部分汉代陶器、钱币等遗物，其中有绿釉龙纹滴水、绿釉龙纹筒瓦、吻兽件等。这批琉璃瓦件制作精美，工艺讲究，十分罕见。
| 無 原因：明政府封之 | 明羅山國國王 1427年 - 1429年 | 無 原因：無子，封國廢除 |